# Fontaine Isabelle
La fontaine Isabelle est un monument hydraulique dans la forêt de Fontainebleau, en France.

## Situation et accès
La fontaine est située dans le parcours du sentier Denecourt no 2, près de la route de la Reine-Amélie, sur le territoire de la commune de Fontainebleau, dans la forêt du même nom, et plus largement au sud-ouest du département de Seine-et-Marne.
D'un point de vue géologique, située dans un massif au sein du Bassin parisien, la fontaine est dans des platières gréseuses.

## Histoire
Le 5 mai 1866, le « sylvain de la forêt » Claude-François Denecourt découvre la Roche-Éponge au milieu des débris de grès d'une ancienne carrière du Fort-des-Moulins. Il s'empresse alors d'établir une nouvelle fontaine qu'il baptise Isabelle, en souvenir de la fille du sculpteur Antoine Samuel Adam-Salomon. Similairement à la fontaine Dorly, située sur le même sentier, la fontaine réunit les filets d'eau du banc de grès fendu par les carriers s'écoulant d'une cavité supérieure dans un plateau sableux.

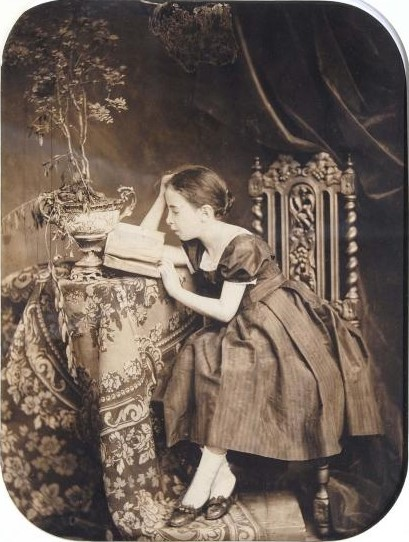
Photographie Portrait d'Isabelle par son père Adam-Salomon, vers 1860.

Charles Colinet, successeur de Denecourt dans les entreprises sylvestres, la restaure en 1893. Plusieurs personnages ont par ailleurs assuré son gardiennage : le premier est nommé Desnoyers et son successeur un alsacien nommé Fréring.

## Structure
Un caveau s'inscrit dans un talus, le long duquel s'écoule l'eau de la fontaine. Sur la roche surmontant le bassin est gravée l'inscription « FONTAINE ISABELLE / 1866 - 1893 ».

## Propriétés des eaux
En 1893, année de sécheresse, Charles Colinet effectue des mesures du débit de la source. Ainsi, il compte entre le 1er juin et le 30 octobre de cette année, un débit variant de 240 L à 1 440 L en 24 heures. En 1898, il notait un débit de 216 L en 24 heures. Les eaux sont par ailleurs riches en matières organiques solubles, comme en témoignent les « eaux brunes et de mauvais goût » sur le haut de la fontaine.
| Date         | Température (°C) | Potentiel d'oxydoréduction (mV) | Dioxygène (aq) (mg L) | Potentiel hydrogène |
| Février 1995 | 9,9              | 487                             | 7,4                   | 4,7                 |

| Date         | Ca    | Mg   | Na    | K    | NH4  | HCO3   | Cl    | SO4   | NO3  | SiO2 | Al   | F      |
| ------------ | ----- | ---- | ----- | ---- | ---- | ------ | ----- | ----- | ---- | ---- | ---- | ------ |
| Février 1995 | 16,91 | 1,29 | 11,29 | 1,86 | 3,04 | < s.d. | 18,01 | 42,46 | 1,12 | 5,17 | 4,05 | < s.d. |

- Cations
- Anions
- Silice
- Éléments traces
- < s.d. : inférieur au seuil de détection